# New Britain, Connecticut

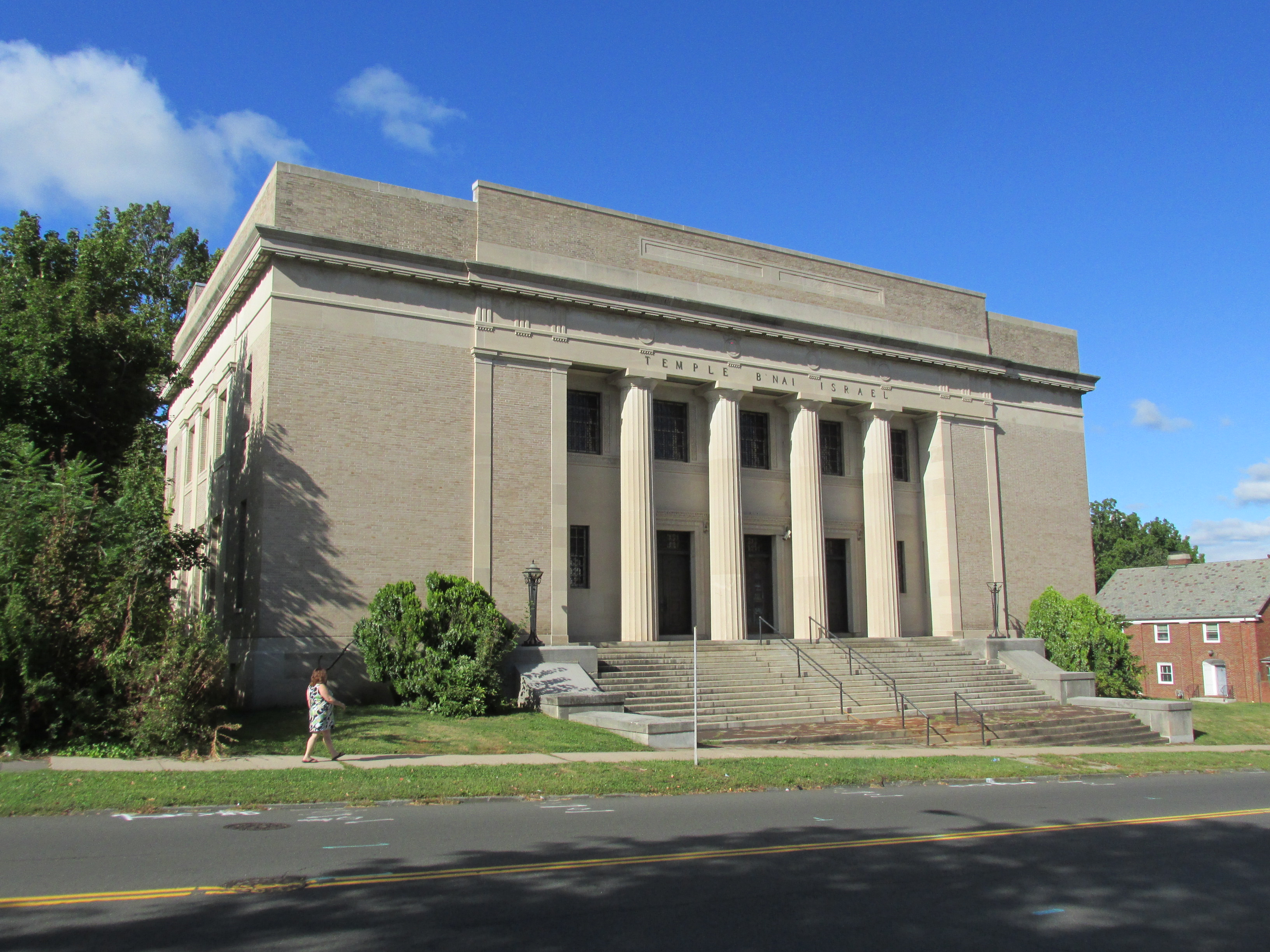

New Britain, Connecticut là một thành phố thuộc quận Hartford trong tiểu bang Connecticut, Hoa Kỳ. Thành phố có tổng diện tích km², trong đó diện tích đất là km². Theo ước tính của Cục điều tra dân số Hoa Kỳ năm 2006, thành phố có dân số 71.254 người.
New Britain có cự ly khoảng 9 dặm (14 km) về phía tây nam Hartford. 
Biệt danh chính thức của thành phố là "phần cứng thành phố" bởi vì lịch sử của nó như là một trung tâm sản xuất và trụ sở của Stanley Black & Decker. Bởi vì có dân số người Ba Lan của nó lớn, thành phố được gọi tinh nghịch là "New Britski" 